# Titidius
Titidius Simon, 1895 è un genere di ragni appartenente alla famiglia Thomisidae.

## Distribuzione
Le 21 specie note di questo genere sono state rinvenute in America meridionale (20 specie nel solo Brasile, fra cui 17 endemismi) e una specie endemica della Guyana: la specie dall'areale più vasto è la T. rufescens, rinvenuta in Venezuela, Brasile, Guyana e Suriname

## Tassonomia
Non sono stati esaminati esemplari di questo genere dal 1996.
A gennaio 2015, si compone di 21 specie:
1. Titidius albifrons Mello-Leitão, 1929 — Brasile
2. Titidius albiscriptus Mello-Leitão, 1941 — Brasile
3. Titidius brasiliensis Mello-Leitão, 1915 — Brasile
4. Titidius caninde Esmerio & Lise, 1996 — Brasile
5. Titidius curvilineatus Mello-Leitão, 1941 — Brasile
6. Titidius difficilis Mello-Leitão, 1929 — Brasile
7. Titidius dubitatus Soares & Soares, 1946 — Brasile
8. Titidius dubius Mello-Leitão, 1929 — Brasile
9. Titidius galbanatus (Keyserling, 1880) — Colombia, Brasile
10. Titidius gurupi Esmerio & Lise, 1996 — Brasile
11. Titidius haemorrhous Mello-Leitão, 1947 — Brasile
12. Titidius ignestii Caporiacco, 1947 — Guyana
13. Titidius longicaudatus Mello-Leitão, 1943 — Brasile
14. Titidius marmoratus Mello-Leitão, 1929 — Brasile
15. Titidius multifasciatus Mello-Leitão, 1929 — Brasile
16. Titidius pauper Mello-Leitão, 1947 — Brasile
17. Titidius quinquenotatus Mello-Leitão, 1929 — Bolivia, Brasile, Suriname
18. Titidius rubescens Caporiacco, 1947 — Venezuela, Brasile, Guyana, Suriname
19. Titidius rubrosignatus (Keyserling, 1880)[2] — Brasile
20. Titidius uncatus Mello-Leitão, 1929 — Brasile
21. Titidius urucu Esmerio & Lise, 1996 — Brasile

### Nomen dubium
- Titidius geometricus Mello-Leitão, 1943a: esemplare femminile, rinvenuto in Brasile; a seguito di un lavoro degli aracnologi Esmerio & Lise del 1996 è da ritenersi nomen dubium[1].